# White-Sutton-Syndrom
Das White-Sutton-Syndrom ist ein sehr seltenes angeborenes Fehlbildungssyndrom mit den Hauptmerkmalen Intelligenzminderung, Gesichtsauffälligkeiten, Entwicklungsverzögerung und Sehstörungen.
Synonyme sind: Intelligenzminderung-Mikrozephalie-Strabismus-Verhaltensstörungen-Syndrom.
Die Erstbeschreibung stammt aus dem Jahre 2016 durch die US-amerikanischen Humangenetiker Janson White, Christine R. Beck, V. Reid Sutton und Mitarbeiter.

## Verbreitung
Die Häufigkeit wird mit unter 1 zu 1.000.000 angegeben, bislang wurde über etwa 50 Betroffene berichtet. Die Vererbung erfolgt autosomal-dominant.

## Ursache
Der Erkrankung liegen heterozygote Mutationen im POGZ-Gen auf Chromosom 1 Genort q21.3 zugrunde, die vermutlich die Fähigkeit des POGZ-Proteins vermindern, an Chromatin zu binden.

## Klinische Erscheinungen
Klinische Kriterien sind:
- Krankheitsbeginn vorgeburtlich bis im Kleinkindalter
- Gesichtsauffälligkeiten, hohe, breite Stirn, Mittelgesichtshypoplasie, dreieckiger Mund, breite Nasenwurzel, flacher Nasenrücken
- Entwicklungsverzögerung oder Muskuläre Hypotonie
- leichte bis mittelschwere Intelligenzminderung
- neurologische Auffälligkeiten wie Autismus, Aggressivität. Krampfanfall, Schlafapnoe
- Mikrozephalie
- Sehstörungen, Strabismus
- Kleinwuchs

## Diagnose
Die Diagnose ergibt sich aus der Kombination klinischer Befunde und kann durch humangenetische Untersuchung gesichert werden.

## Therapie
Eine ursächliche Behandlung ist nicht bekannt.

## Prognose
Die Lebenserwartung ist vermutlich normal.